# West Monroe (Luizjana)
West Monroe – miasto w Stanach Zjednoczonych, w stanie Luizjana, w parafii Ouachita.